# Pouteria krukovii
Pouteria krukovii là một loài thực vật thuộc họ Sapotaceae. Loài này có ở Brasil và Peru.